# AEGON Championships 2009
AEGON Championships 2009 är en tennisturnering i London som ingår i ATP-touren 2009 under kategorin ATP World Tour 250.
Regerande mästare i herrsingeln var Rafael Nadal, han kom dock inte till start i turneringen på grund av en skadekänning.
Endast singel och dubbel för herrar spelas under turneringen.

## Seedning

### Singel
De åtta högst seedade står över första omgången.
| 1. Andy Murray (Mästare) 2. Andy Roddick (Semifinal, förlorade mot J. Blake) 3. Gilles Simon (Åttondelsfinal, förlorade mot M. Juzjnyj) 4. Gael Monfils (Åttondelsfinal, drog sig ur på grund av skada) 5. Marin Cilic (Andra omgången, förlorade mot N. Mahut) 6. James Blake (Finalist) 7. Marat Safin (Drog sig ur på grund av en ryggskada) 8. Mardy Fish (Kvartsfinal, förlorade mot A. Murray) | 1. Ivo Karlovic (Kvartsfinal, förlorade mot A. Roddick) 2. Feliciano Lopez (Åttondelsfinal, förlorade mot M. Fish) 3. Paul-Henri Mathieu (Andra omgången, förlorade mot JC. Ferrero) 4. Jeremy Chardy (Första omgången, förlorade mot S. Querrey) 5. Ernests Gulbis (Första omgången, förlorade mot A. Martin) 6. Michail Juzjnyj (Kvartsfinal, förlorade mot J. Blake) 7. Lleyton Hewitt (Åttondelsfinal, förlorade mot A. Roddick) 8. Guillermo Garcia-Lopez (Åttondelsfinal, förlorade mot A. Murray) |

### Dubbel
Alla seedade par står över första omgången.
| 1. Daniel Nestor Nenad Zimonjic (Andra omgången) 2. Bob Bryan Mike Bryan (Andra omgången) 3. Bruno Soares Kevin Ullyett (Andra omgången) 4. Mariusz Fyrstenberg Marcin Matkowski (Kvartsfinal) | 1. Lukasz Kubot Oliver Marach (Semifinal) 2. Marcelo Melo Andre SA (Finalist) 3. Jeff Coetzee Jordan Kerr (Semifinal) 4. Stephen Huss Ross Hutchins (Andra omgången) |

## Tävlingar

### Singel
Herrsingel vid AEGON Championships 2009 

- Andy Murray besegrade  James Blake (7-5, 6-4)

### Dubbel
Herrdubbel vid AEGON Championships 2009 

- Wesley Moodie /  Michail Juzjnyj besegrade  Marcelo Melo /  Andre Sa (6-4, 4-6, 10-6)